# Casimiro Piñera y Naredo
Casimiro Piñera y Naredo (Villaviciosa (Provincia de Oviedo), 24 de julio de 1837-Ciudad Real, 28 de agosto de 1904) fue un prelado español, del hábito de Montesa.

## Biografía

### Formación
Cursó estudios de Enseñanza Media en el Instituto Provincial de Oviedo, obteniendo el grado de bachiller en Artes el 12 de junio de 1855. Pasó seguidamente a la Universidad de Oviedo, donde realizó la carrera de Leyes y comenzó la de Teología, que finalizó con el título de doctor, en el Seminario Central de Toledo, tras obtener la calificación de Meritissimus en todas las asignaturas.

### Sacerdocio
Se ordenó de presbítero en el mes de diciembre de 1861 y, al poco tiempo, pasó a ejercer el sacerdocio en la parroquia toledana de San Cipriano, desde donde regresó a Oviedo como profesor ayudante del Seminario. Poco después, alcanzó el grado de profesor numerario en Teología Dogmática, ejerciendo la docencia de esta materia entre 1862 y 1875. De forma paralela a la actividad docente, cursó la carrera de Leyes en la facultad de Derecho de la Universidad de Oviedo, licenciándose en Derecho Civil y en Derecho Canónico. Fue canónigo de la Catedral de Oviedo y sustituto de Manuel Fernández de Castro en la dirección del Catecismo de Niños del Seminario. Desde 1875 fue secretario de cámara del Obispado de Teruel, durante el obispado de Victoriano Guisasola y Rodríguez, al que acompañó, para desempeñar el mismo cargo de secretario, al Obispado-Priorato de Ciudad Real, obteniendo por oposición una canonjía en la Prioral Cluniense. En 1882 fue nombrado arcipreste de la misma Iglesia, de la que también fue provisor y vicario. 

## Episcopado

### Obispo titular de Anquíalo
El 6 de marzo de 1896 fue nombrado de Obispo titular de Anquíalo y Administrador Apostólico de la diócesis de Barbastro, para la que fue consagrado el 24 de mayo del mismo año por el Nuncio de Su Santidad en España, monseñor Serafino Cretoni, arzobispo titular de Damasco.

### Obispo-prior de Ciudad Real
En la Gaceta de Madrid, a 2 de marzo de 1899, se publica: 

En consideración á las circunstancias que concurren en D. Casimiro Piñera Naredo, Administrador Apostólico de la diócesis de Barbastro, Obispo prior preconizado de las Ordenes militares;
"En nombre de Mi Augusto Hijo el Rey D.Alfonso XIII de España, y como Reina Regente del Reino,
Vengo en concederle merced de Hábito de la Orden de Montesa; en inteligencia de que el interesado ha de incoar el expediente que previenen los establecimientos y definiciones de las Ordenes militares en el plazo de un año, con arreglo á lo dispuesto en la Real orden circular de 30 de Mayo de 1888.
Dado en Palacio á primero de Marzo de mil ochocientos noventa y nueve."
MARÍA CRISTINA
El Ministro de la Guerra,
Miguel Correa
Gaceta de Madrid

El 3 de mayo de 1899 ingresó en la diócesis-priorato de Ciudad Real, para la que había sido nombrado obispo titular de Dora y prior de las Cuatro Órdenes Militares de Santiago, Calatrava, Alcántara y Montesa el 28 de noviembre de 1898.
Falleció en Ciudad Real el 28 de agosto de 1904. Sus restos descansan en la actual capilla penitencial, levantada por él,en la catedral de Ciudad Real.

## Sucesión
| Predecesor: Jaime Fort y Puig              | Obispo de Barbastro 1896-1898                                                   | Sucesor: Juan Antonio Ruano y Martín        |
| Predecesor: José María Rancés y Villanueva | Obispo titular de Dora y Prior de las Órdenes Militares (Ciudad Real) 1898-1904 | Sucesor: Remigio Gandásegui y Gorrochátegui |

## Obra
Monseñor Piñera destacó en la prensa católica de Oviedo como hábil polemista dotado de un elegante estilo; es autor de diversas pastorales, entre las que hay que mencionar:
- Carta Pastoral con motivo de la solemne entrada en la Diócesis de Barbastro, Barbastro (1896).
- Carta Pastoral que el Excmo. e Ilmo. Sr. Obispo-Prior de las Órdenes Militares dirige al clero y fieles de su Diócesis, con motivo de su entrada en la misma, Ciudad Real (1899).
- Carta Pastoral del Excmo. e Ilmo. Sr. Obispo-Prior de las órdenes Militares al Excmo. Sr. Deán y Cabildo, clero y fieles, con motivo del Santo Jubileo, Ciudad Real (1900).